# Itinerarium Peregrinorum et Gesta Regis Ricardi
Lo Itinerarium Peregrinorum et Gesta Regis Ricardi, o più brevemente Itinerarium Regis Ricardi, è una narrazione risalente al XII secolo, in prosa latina, della Terza crociata del 1189-1192.
La prima parte del libro è incentrata sulle conquiste di Saladino e sulle prime fasi della crociata, con una lunga descrizione della spedizione dell'imperatore Federico Barbarossa. 
Il resto del libro descrive la partecipazione di re Riccardo I d'Inghilterra  alla crociata.
In passato è stata attribuita a Goffredo de Vinsauf ed è stata a volte ritenuta il resoconto di un testimone oculare. 
In realtà sembra sia stata compilata da Riccardo, un canonico della Holy Trinity di Londra (Ricardus, Canonicus Sanctae Trinitatis Londoniensis), sulla base di almeno due memorie contemporanee, oggi perse.
La prima parte è a volte chiamata la Continuazione latina di Guglielmo di Tiro. 
La seconda parte, in particolare, è strettamente collegata ad un poema in lingua anglo-normanna sullo stesso soggetto, L'Estoire de la Guerre Sainte di Ambroise.
L'edizione curata da William Stubbs dell'Itinerarium (Rolls Series, 1864) apparve prima del ritrovamento del manoscritto del poema di Ambroise.

### Edizioni disponibili in rete
- (LA) Riccardo canonico, Itinerarium Peregrinorum et Gesta Regis Ricardi, a cura di William Stubbs, introduzione e note in inglese, due volumi, Londra, Longman : Green : Longman... [et al.],, 1864.

- (EN) Riccardo canonico, Itinerarium Peregrinorum et Gesta Regis Ricardi (PDF), traduzione anonima in inglese, Cambridge, Ontario, 2001.